# 龍的傳人 (電影)
《龍的傳人》，是一部1991年香港電影，由李修賢執導，李力持執行導演，周星馳、元華、毛舜筠、梁家仁、龍方、成奎安、葉子楣主演。此片並由當時世界頂級桌球高手占美·韋德客串。

## 劇情簡介
周飛鴻（元華 飾）是大嶼山大澳村的武術教頭，性格剛直；其子周小龍（周星馳 飾）自幼受父親熏陶也是正直純潔的年輕人，平日與師妹毛毛（毛舜筠 飾）一同習武，亦是對歡喜冤家。某日，小龍的師叔毛仁（梁家仁 飾）從都市前來躲避賭債，受到周家父子的熱情款待，並無意中發現小龍的撞球天份；順周飛鴻托兒見世面之便，毛仁將小龍帶到香港發展，且利用他進行賭博活動。
小龍在不知不覺中，已替毛仁賺了不少，生活也變得寬裕起來；豈料，黑社會龍哥（龍方 飾）看中了周家在大澳的田地，便以地產為賭注賭撞球。比賽當日，與小龍對賽的竟然是撞球世界冠軍——吉米·懷特，心理負擔過重的小龍，最終輸掉了比賽；賽後不久，在師妹的鼓勵下，決定以師妹家的田產為賭注，贏得了比賽，取回了自己的土地。

## 不合理之處
在最後決戰的第五局裡，仔細看周小龍是將最後一個黑球打出了球檯之外，但卻判定周小龍進球，另外片尾為了誇飾演出，周小龍用一個刺穿球台的技術球贏得了比賽，但根據國際撞球規則的規定任何破壞比賽用具及現場之行為應判定立即喪失比賽資格，因此在現實上周小龍的行為已違反撞球規則，需判定為喪失比賽資格，直接為對方獲勝。
然而影片結束的花絮中，吉米·懷特用正常方式順利打出了技術球，因此若不破壞桌檯周小龍要在比賽中獲勝是有可能的。

## 人物角色
| 演員            | 角色         | 備註                                                           |
| 周星馳          | 周小龍       | 周飛鴻之子，阿毛之師兄；大澳村青年，桌球高手，後與阿毛結成夫妻 |
| 毛舜筠          | 阿毛         | 周小龍之師妹，後與周小龍結成夫妻                               |
| 梁家仁          | 毛仁         | 周飛鴻之師弟，周小龍之師叔；賭徒                               |
| 元華            | 周飛鴻       | 周小龍之父，毛仁之師兄；大澳村武術教頭                         |
| 龍方            | 龍哥         | 毛仁之債主；欲收購周家田產                                     |
| 成奎安          | 龍哥手下     | 保鏢、打手                                                     |
| 駱應鈞          | 龍哥手下     | 收購土地執行者                                                 |
| 王俊棠 (伊凡威) | 龍哥手下     | 打手 (客串)                                                    |
| 夏占士          | 占士         | 打手 (客串)                                                    |
| 葉子楣          | 服裝店老闆娘 | 曾被周小龍拍下雙胸照片 (客串)                                  |
| 李海生          | 叔公         | 大澳村長輩，廟祝                                               |
| 羅浩楷          |              | 賭球者，輸給周小龍許多 (客串)                                  |
| 龍天生          | 隆少爺       | 賭球者；因周小龍善意而贏 (客串)                                |
| 元奎            |              | 警察 (客串)                                                    |
| 紀家發          |              | 電視台工作人員 (客串)                                          |
| 赵志凌          | 武师         | CNN 电视台采访周飞鸿时的围观武师 (客串)                        |
| 吉米·懷特       | 吉米·懷特    | 世界撞球冠軍                                                   |

## 主題曲
| 曲別   | 歌名                               | 作曲   | 作詞   | 演唱 |
| ------ | ---------------------------------- | ------ | ------ | ---- |
| 主題曲 | 《繼續玩》由新藝寶唱片有限公司提供 | 陳斐烈 | 潘偉源 | 黃翊 |

## 外部連結
- 開眼電影網上《龍的傳人》的資料（繁體中文）
- 豆瓣电影上《龍的傳人》的資料 （简体中文）
- 时光网上《龍的傳人》的資料（简体中文）
- AllMovie上《龍的傳人》的资料（英文）
- 爛番茄上《龍的傳人》的資料（英文）
- 香港影庫上《龍的傳人》的資料（繁體中文）
- 互联网电影数据库（IMDb）上《龍的傳人》的资料（英文）